# Bibliothèque de Castille-et-León
La Bibliothèque de Castille-et-León est une bibliothèque publique espagnole qui se trouve au palais des Contes de Benavente, sur la place de la Trinidad de Valladolid.

## Présentation
Créée le 30 novembre 1989, elle est le centre principal de conservation et diffusion du patrimoine bibliographique de la Communauté. Elle dépend de la Direction de la Bibliothèque de Castille-et-León.
En 2016, elle a accueilli près de 500 000 visiteurs dont plus de 100 000 abonnés pour environ 330 000 prêts sur 616 233 exemplaires disponibles. Elle a par ailleurs 19 000 oeuvres numérisées.

## Sections
- Bibliothèque d’Études
- Centre Bibliographique
- Hémérothèque
- Audiovisuels
- Bibliothèque Publique de l’État de Valladolid
- Gestion économique et administrative

## Collections

### Collections de libre accès
La bibliothèque dispose d’une collection vaste et variée qui inclut des documents de toute sorte, sur tout support et en plusieurs langues, comme des livres, des journaux, des revues, des publications officielles, des partitions, des cartes, des plans, des affiches, des disques, des CDs, des DVDs, des vidéos, des photographies ou diapositives ; en plus, elle offre un accès en ligne des ressources et des services disponibles sur internet. La plupart des contenus de la bibliothèque sont de libre accès et peuvent être empruntés.

### Collection de réserve
La Bibliothèque joue un rôle directeur dans le Système de Bibliothèques de la Communauté Autonome ; pour cette raison, une partie de ses collections sont principalement de conservation et de recherche à propos de la thématique, les auteurs et la production éditoriale de Castille-et-León. On peut souligner les bibliothèques d’auteurs, reçues comme dons des bibliothèques privées des figures éminentes du monde de la littérature et de la culture, parmi lesquels ceux faites don par la fondation Jorge Guillén sont spécialement importantes.

## Dépôt légal
La communauté autonome de Castille-et-León assume la gestion du dépôt légal dans son territoire à la suite des transferts de compétences conférées par le RD 3010/1983, du 21 septembre 1983, et la convention établie avec le ministère de culture pour la gestion des bibliothèques appartenant à l’État par Résolution du 9 juin 1986.

## Bibliothèque numérique
La Bibliothèque numérique de Castille-et-León (BDCYL), gérée par la Bibliothèque de Castille-et-León veut faciliter principalement l’accès libre en ligne des fonds bibliographiques et documentaires auteurs et thèmes de Castille-et-León qui sont conservés dans les bibliothèques et les archives de la Communauté Autonome. La collection contient plus de 19.000 œuvres et incorpore dans ses contenus des reproductions numériques de toute sorte de matériels imprimés et audiovisuels, comme des livres, des documents, des journaux, des revues, des cartes, des gravures, des photographies et d’autres supports d’information.

## Galerie

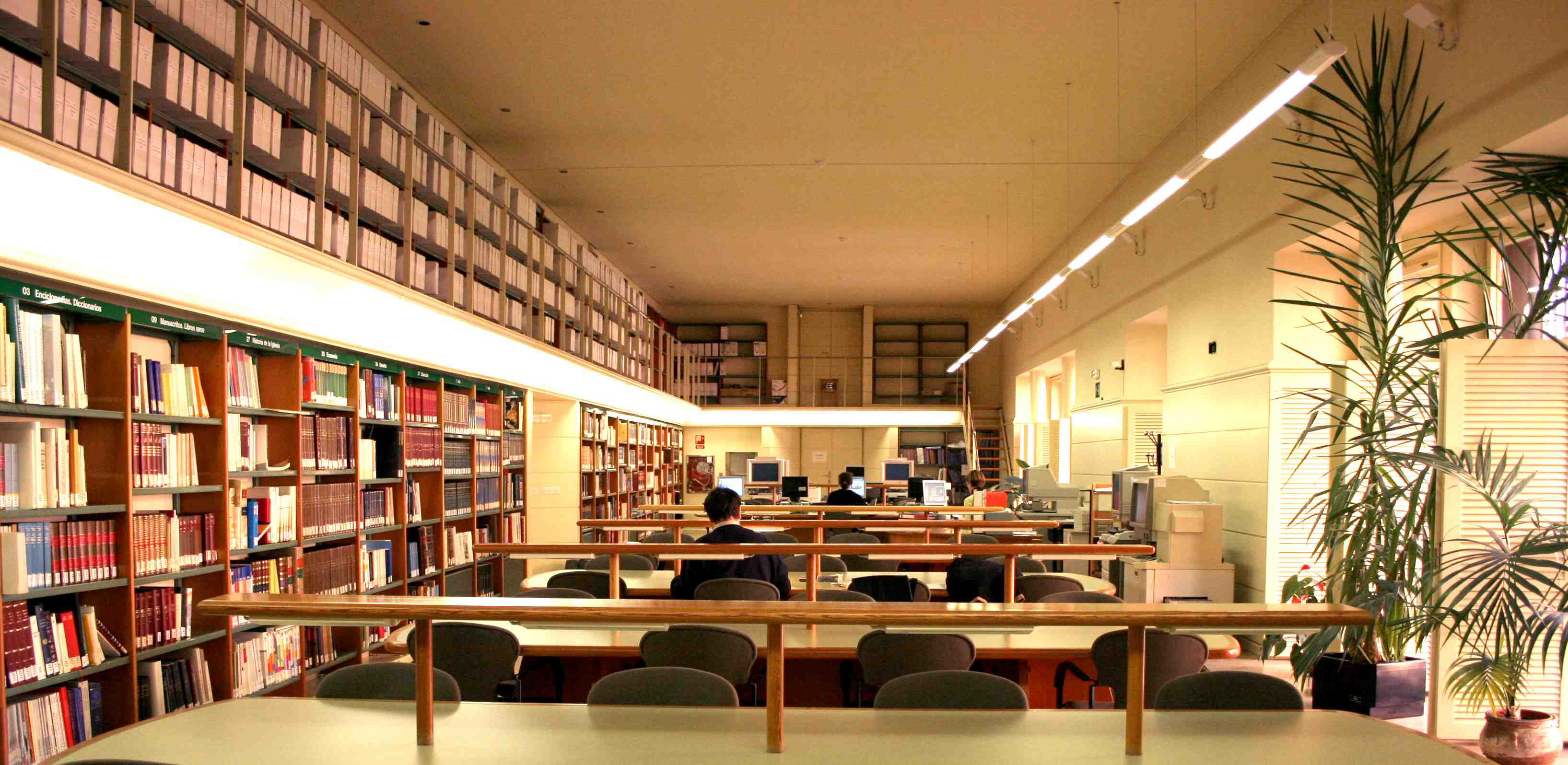
Sala de investigadores
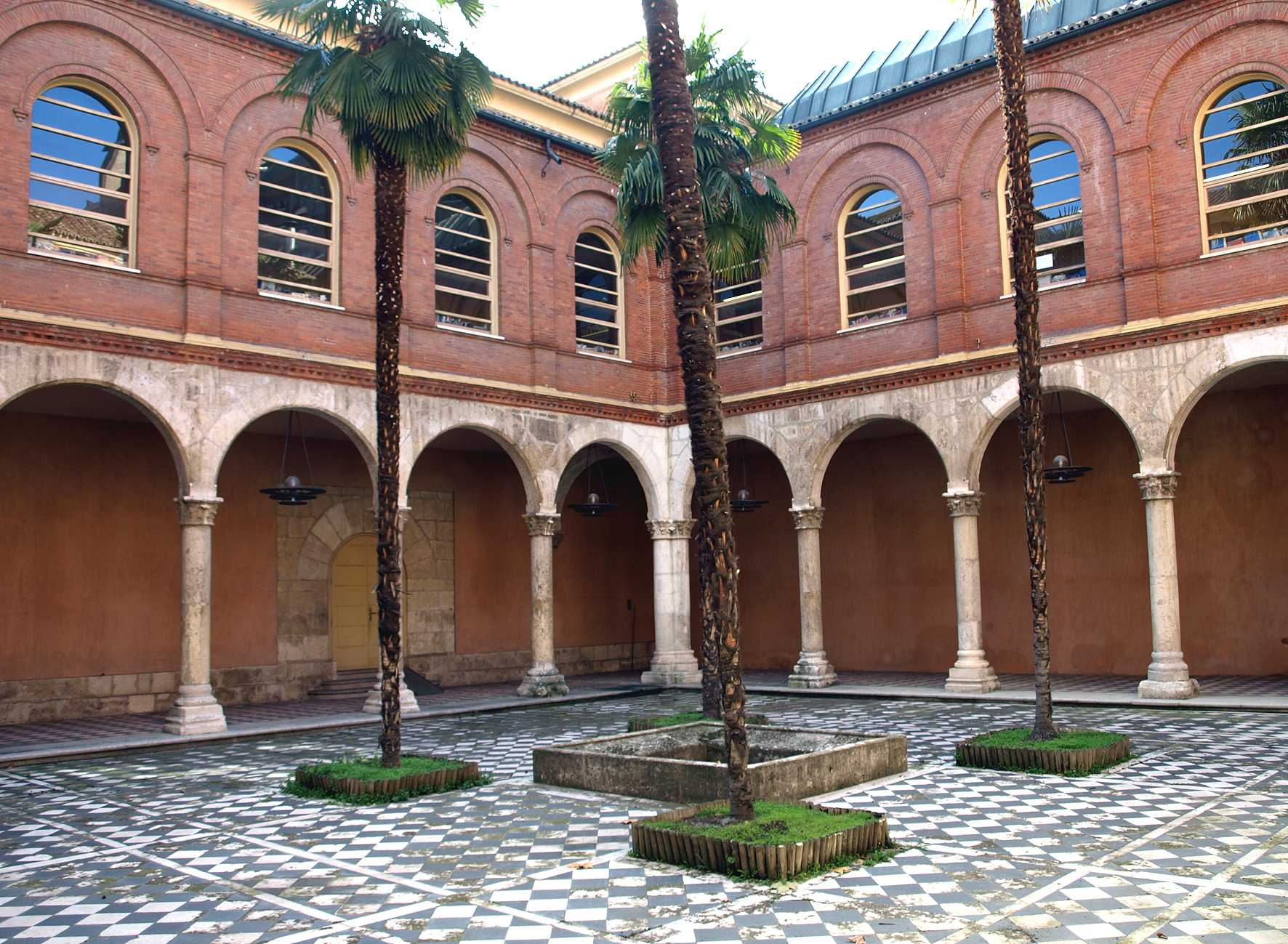
Patio de las Palmeras
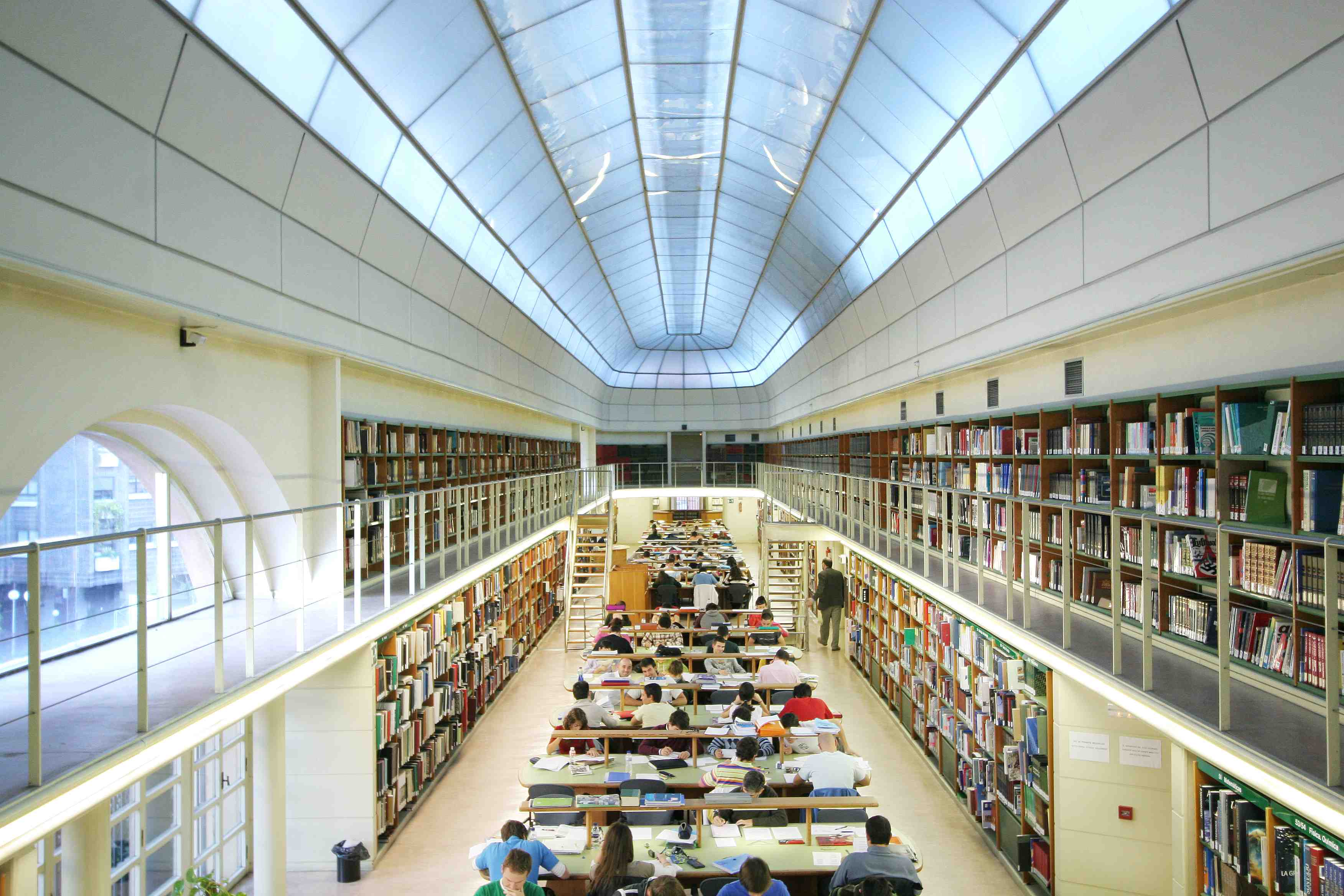
Sala de lectura
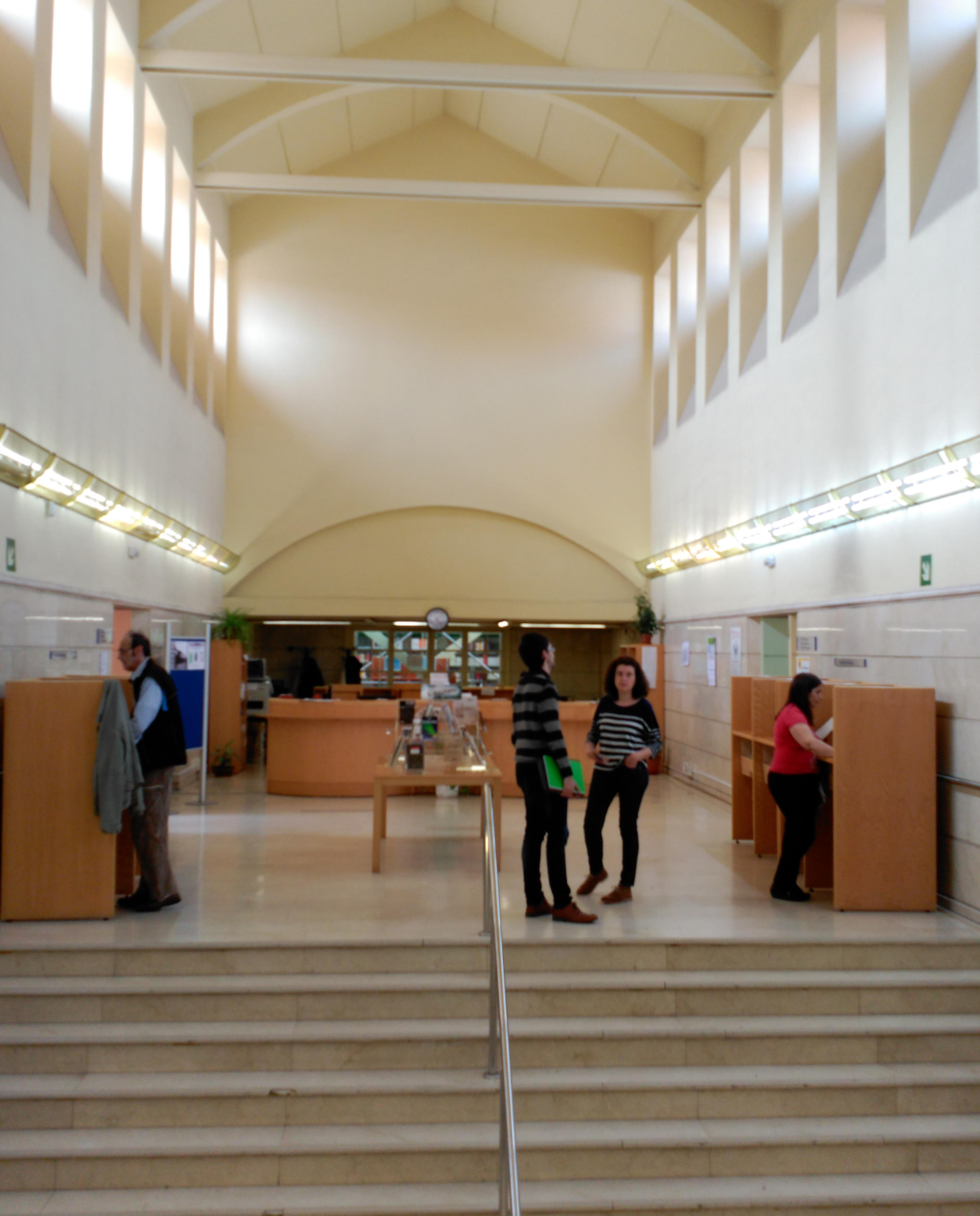
Zona de información
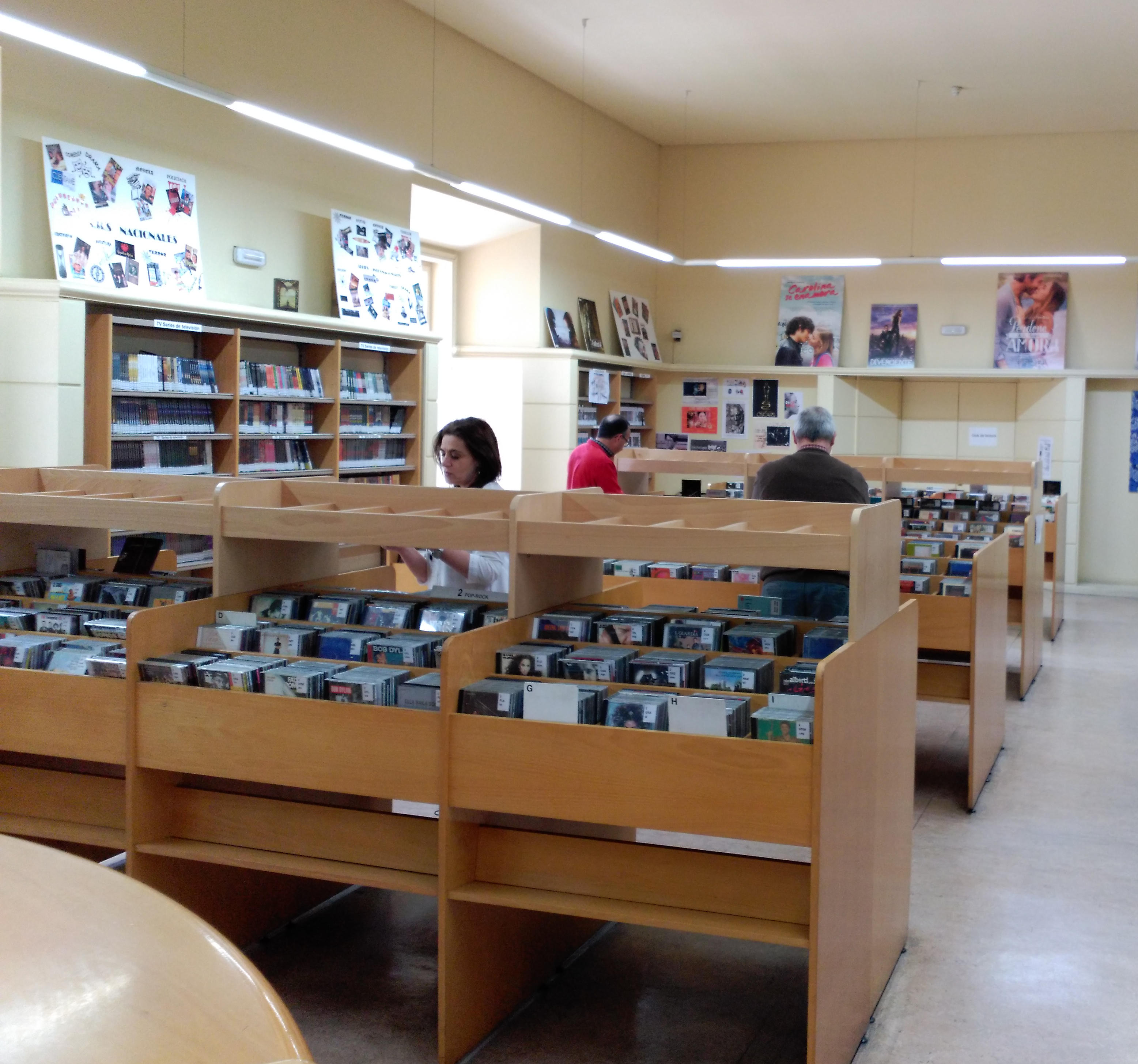
Audiovisuales
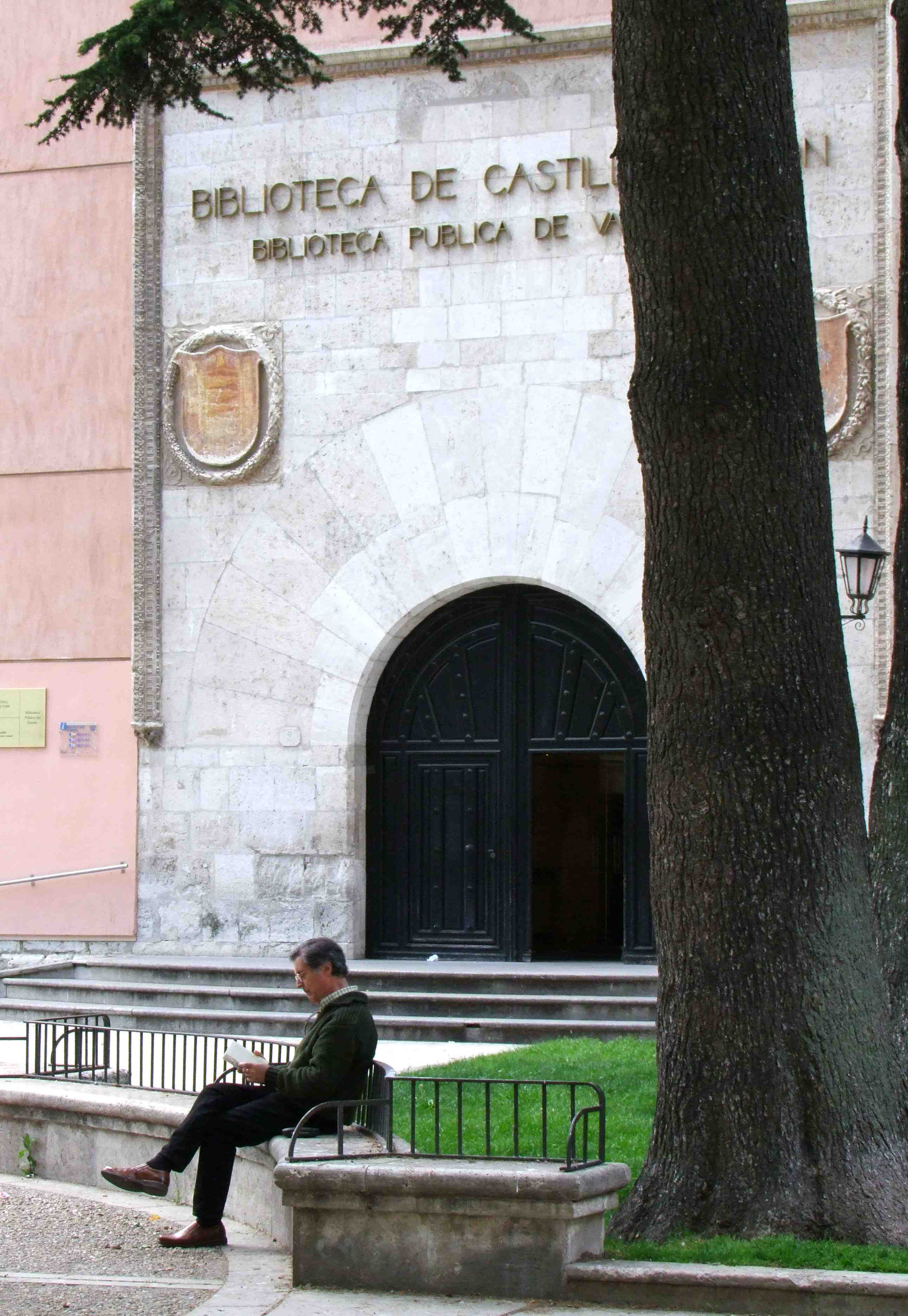
Acceso
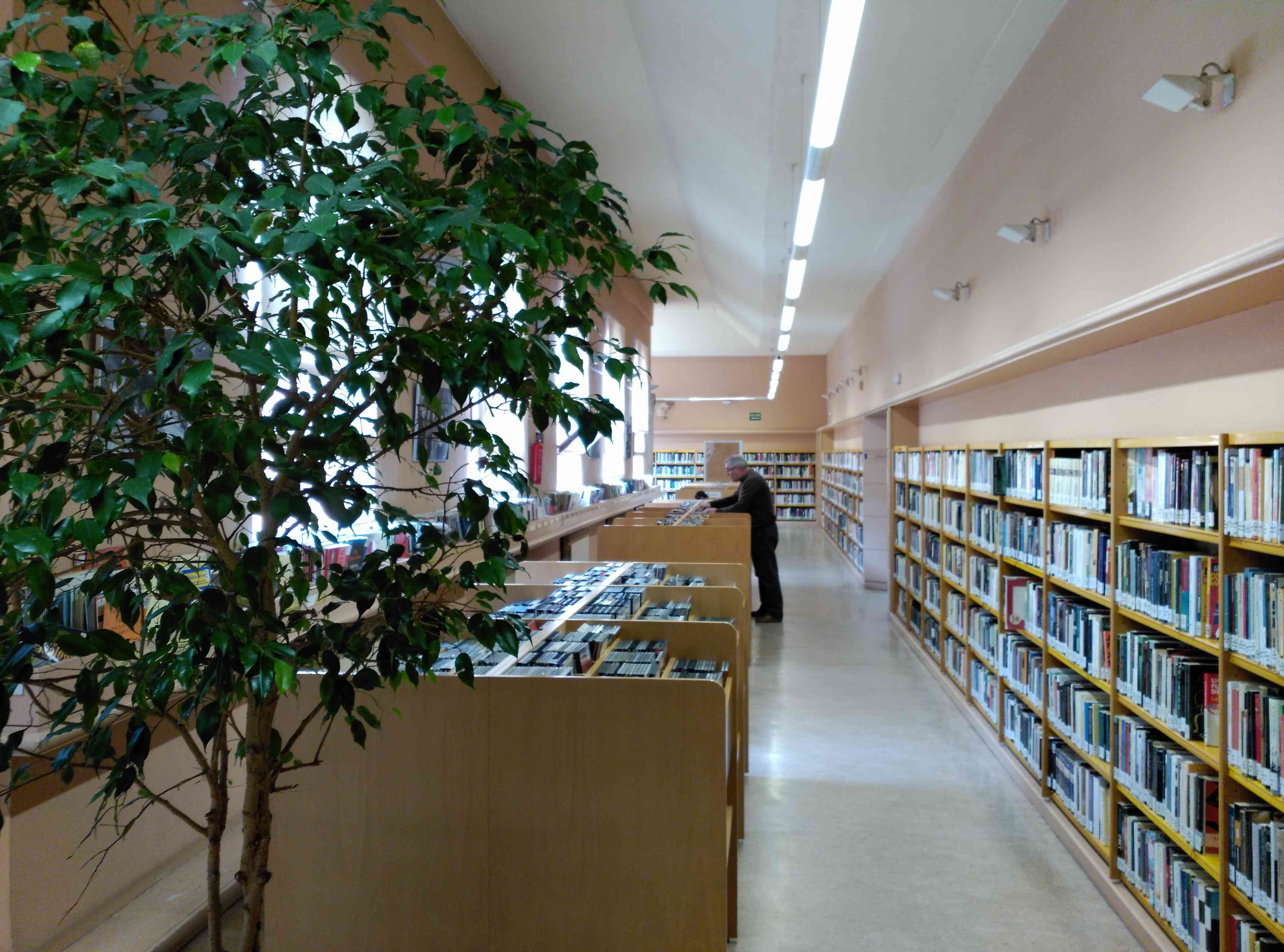
Libre acceso